# Salaheddine Bassir
Salaheddine Bassir (Casablanca, 5 september 1972) is een Marokkaans voormalig profvoetballer die doorgaans als aanvaller speelde. Hij kwam uit voor voor clubs als Raja Casablanca, Deportivo de La Coruña en Lille OSC. Bassir speelde tussen 1994 en 2002 negenenvijftig interlands voor het Marokkaans voetbalelftal waarin hij 27 keer scoorde.

## Clubcarrière
Bassir begon zijn carrière bij Raja Casablanca. Hij speelde daar vijf jaar en vertrok vervolgens naar Al-Hilal in Saoedi-Arabië. Na achttien keer gescoord te hebben in twee seizoenen had Bassir een transfer te pakken naar Deportivo La Coruña. Na vier seizoenen waarin hij één keer landskampioen werd, vertrok hij voor één seizoen naar Lille OSC. Hij speelde nog één seizoen in Europa bij Aris FC voordat hij in 2003 terugkeerde naar de club waar hij zijn carrière begon, Raja Casablanca. Hij zette na het seizoen 2003/04 een punt achter zijn carrière.
Sinds het einde van zijn carrière heeft Bassir verschillende activiteiten ontplooid: hij opende een café, de "Amistad" in Casablanca. Hij was ook lid van de jury van de show Al Kadam Addahabi, een Marokkaanse realityshow die als doel heeft nieuwe talenten in het Marokkaanse voetbal te vinden.
Tegenwoordig is hij werkzaam als voetbalanalist voor de Marokkaanse Televisie.

## Clubstatistieken
| seizoen | club                   | land          | competitie                | duels | goals |  |
| ------- | ---------------------- | ------------- | ------------------------- | ----- | ----- |  |
| 1990/91 | Raja Casablanca        | Marokko       | Botola Pro                | 30    | 25    |  |
| 1991/92 | Raja Casablanca        | Marokko       | Botola Pro                | 28    | 19    |  |
| 1992/93 | Raja Casablanca        | Marokko       | Botola Pro                | 31    | 28    |  |
| 1993/94 | Raja Casablanca        | Marokko       | Botola Pro                | 30    | 29    |  |
| 1994/95 | Raja Casablanca        | Marokko       | Botola Pro                | 19    | 10    |  |
| 1995/96 | Al-Hilal               | Saoedi-Arabië | Saudi Professional League | 27    | 4     |  |
| 1996/97 | Al-Hilal               | Saoedi-Arabië | Saudi Professional League | 24    | 14    |  |
| 1997/98 | Deportivo de La Coruña | Spanje        | Primera Division          | 21    | 5     |  |
| 1998/99 | Deportivo de La Coruña | Spanje        | Primera Division          | 15    | 0     |  |
| 1999/00 | Deportivo de La Coruña | Spanje        | Primera Division          | 0     | 0     |  |
| 2000/01 | Deportivo de La Coruña | Spanje        | Primera Division          | 0     | 0     |  |
| 2001/02 | Lille OSC              | Frankrijk     | Ligue 1                   | 22    | 0     |  |
| 2002/03 | Aris FC                | Griekenland   | Super League              | 12    | 1     |  |
| 2003/04 | Raja Casablanca        | Marokko       | Botola Pro                | 12    | 1     |  |

## Erelijst
Raja Casablanca
- Botola Pro

1995/1996
- Coupe du Trône

1995/1996
 Deportivo de La Coruña
- Primera Division

1999/2000
- Supercopa de España

2000/2001